# アイエッロ・デル・サーバト
アイエッロ・デル・サーバト（伊: Aiello del Sabato）は、イタリア共和国カンパニア州アヴェッリーノ県にある、人口約4,000人の基礎自治体（コムーネ）。

## 地理

### 位置・広がり

#### 隣接コムーネ
隣接するコムーネは以下の通り。
- アトリパルダ
- アヴェッリーノ
- チェジナーリ
- コントラーダ
- サン・ミケーレ・ディ・セリーノ
- セリーノ
- ソロフラ

## 行政

### 分離集落
アイエッロ・デル・サーバトには、以下の分離集落（フラツィオーネ）がある。
- Sabina, San Raffaele, Tavernola San Felice